# Wildstyle

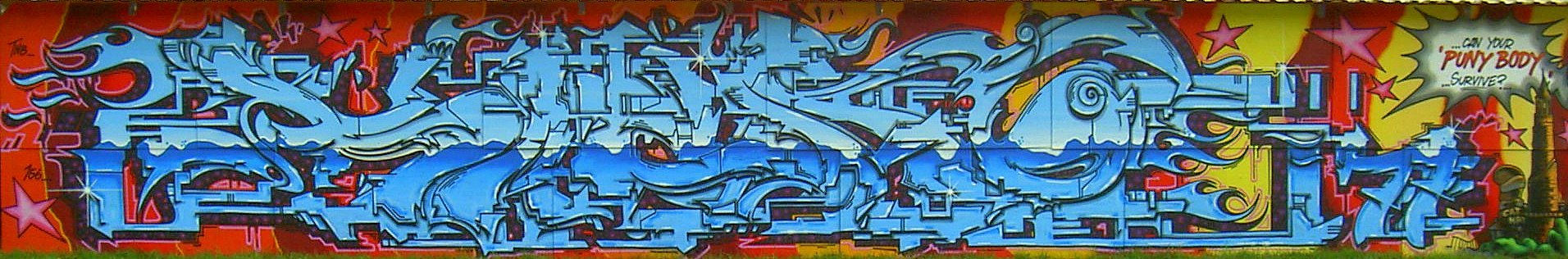
Wildstyle i Roskilde

Wildstyle är en textningsstil som anses vara graffitimåleriets mest originella bidrag till konsthistorien.
Detta sätt att behandla bokstäverna på är så vitt man kan bedöma utan egentlig historisk förebild. Med Wildstyle menar man en ornamenterande, svårtydd textning som har en intensivt rytmisk och dynamisk effekt. Bokstäverna kan slingra sig in i varandra, en bokstav kan övergå i eller överlappa en annan, och ibland kan ett element i den ena bokstaven samtidigt utgöra ett element i den andra. ”Pilarna” är typiska: de skjuter ut från bokstavskroppen och ger den riktning och spänst, och de utformas på målarens eget personliga sätt, så att den enes pil är helt annorlunda än den andres. Speciella snäva vinklar, klackar och knyckar på bokstävernas kortsidor hör till.  Ett vanligt grepp är också att bokstäverna läggs mot varandra, till exempel varannan högerlutad och varannan vänsterlutad. Ingenting begränsar egentligen bokstavskroppens utseende utom helheten: bokstäverna skall passa ihop inbördes, och resultatet vara "vilt" – därav namnet.
Vem eller vilka som uppfann Wildstyle vet man inte. Wildstyle kan antingen ha en enskild, okänd upphovsman eller vara ett kollektivt verk. Tidpunkten är emellertid känd: den förekom inte i New York före 1977.
Det går att förstå Wildstyle som en visualisering av hiphop-kulturens musik och dans: poängen med tekniken är att bokstäverna ska "dansa", vara individuella och ha "fått en kropp".